# Гарпаг (оружие)

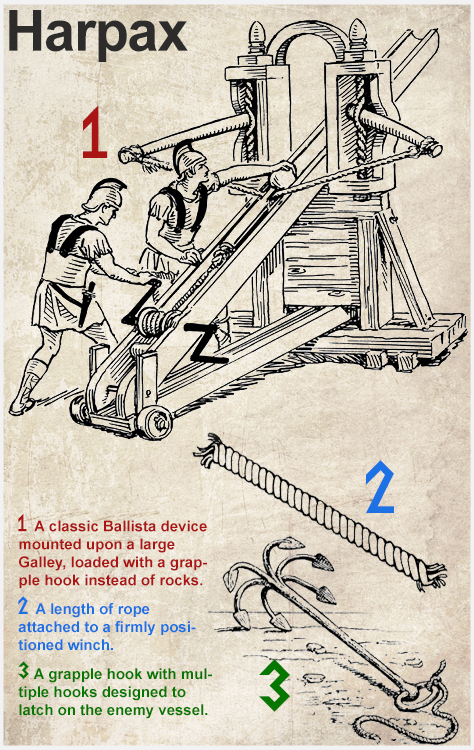
Устройство гарпага

Га́рпаг (греч. αρπαξ; лат. harpax; также креа́гр, креа́гра) — абордажное приспособление, представлявшее собой бревно, окованное железом. Считается, что данное изобретение впервые применил во 2-й половине I века до н. э. римский полководец Марк Випсаний Агриппа, сподвижник императора Октавиана Августа. Этот брус был длиной около трёх метров и имел на обоих концах толстые металлические кольца. Ближнее к кораблю-носителю кольцо крепилось к метательной машине при помощи прочных канатов, а противоположное имело острый железный крюк. Гарпаг выстреливался устройством с атакующего корабля во вражеский, где или цеплялся крюком за ближний борт, глубоко впиваясь в обшивку — тогда корабль подтягивали к себе и шли на абордаж, или цеплялся за дальний борт — в этом случае атакующий корабль мощными усилиями гребцов «давал задний ход» и переворачивал неприятеля. Из-за большой длины гарпага защищавшимся морякам было тяжело дотянуться до канатов и перерубить их. Неприятельские моряки пытались сделать это при помощи клинков, закреплённых на длинных шестах.